# Swasawke
Swasawke (စွာစော်ကဲ /swà sɔ̀kɛ́/; 1330–1400; znany także jako Mingyi Tarabya Swasawke) – król Ava w latach 1367–1400.
Gdy Swasawke został wybrany przez ministrów na następcę króla Thadominbya, który nie pozostawił następcy, objął tron królestwa liczącego ledwie trzy lata i muszącego ciągle jeszcze zmagać się z zagrożeniami zewnętrznymi i wewnętrznymi. Gdy jego panowanie dobiegło końca władza Ava nad Górną Birmą była już utrwalona.
Na północy skutecznie powstrzymał najazdy Szanów na Górną Birmę, stanowiące ciągły problem od czasów królestw Sikongu i Pinya. Utrzymywał przyjazne stosunki z królestwem Lanna na wschodzie i arakańskim królestwem Launggyet na zachodzie. Na południu wciągnął na poły niezależne królestwa Taungngu i Pyain w orbitę władzy Ava. Jednak wysiłki Swasawke, by rozszerzyć zasięg swej władzy dalej na południe nie zakończyły się sukcesem. Najazdy na królestwo Hanthawaddy (Pegu) stały się przyczyną wybuchu wojny czterdziestoletniej (1385–1424) pomiędzy Ava a Pegu. Swasawke i król Razadarit z Pegu zgodzili się w 1391 r. na rozejm, który utrzymał się aż do śmierci Swasawke w 1400 r.
Przez większość czasu jego długie panowanie przebiegało w pokoju. W odróżnieniu do krótkich rządów różnych królów panujących po upadku Paganu, 32-letnie rządy Swasawke przyniosły Górnej Birmie bardzo potrzebną stabilizację. Odbudował on gospodarkę królestwa naprawiając systemy irygacyjne i rekultywując większość terenów uprawnych, jakie uległy zdziczeniu na skutek wcześniejszych o stulecie najazdów mongolskich. Pod przywództwem Swasawke Górna Birma z głównym ośrodkiem w Ava została osiągnęła ostatecznie stabilizację, której brakowało jej przez większość poprzedzającego stulecia.

## Wczesne lata życia
Przyszły król przyszedł na świat 16 lipca 1330 r. w Thayet, małym mieście położonym na zachód od Irawadi, w pochodzącej z dynastii Pagan i Pinya rodzinie rządzącej otaczającym regionem. Jego ojciec, Min Shin Saw był synem króla Kyawswy, a matka, Shin Myat Hla była bratanicą króla Thihathu z Pinya. Będąc trzecim dzieckiem spośród sześciu, książę miał dwóch starszych braci, Shwe Nan Shina i Saw Yan Naunga, oraz trzy młodsze siostry, Saw Pale, Saw Myat i Saw Omma. W jednej czwartej był on z pochodzenia Szanem.
Lata dorastania spędził w Launggyet, stolicy Arakanu, królestwa na zachód od Thayet, gdzie jego ojciec był gubernatorem. Na początku stycznia 1334 r. Arakańczycy najechali Thayet, a 7 stycznia 1334 r. całą rodzinę gubernatora wywieźli do Launggyet. Na dworze arakańskim rodzina gubernatora była dobrze traktowana – dzieci były uczone przez jednego z najbardziej wykształconych mnichów arakańskich tych czasów. Młody książę sprawował się dobrze, zyskując dzięki swoim zdolnościom głęboką wiedzę i stając się popularną postacią zarówno w kręgach dworskich, jak i wśród ludu.

## Gubernatorstwo

### Pinya
W 1343 r. rodzinie Swasawke pozwolono na opuszczenie Launggyet. Powróciła ona do Pinya, gdzie została dobrze przyjęta. Ojciec Swasawke ponownie objął swoje dawne stanowisko w Thayet. Jego dwaj starsi bracia zostali gubernatorami Myinsaing i Pyain. Sam Swasawke, ciągle jeszcze nastolatek, otrzymał stanowisko gubernatora małego miasteczka w środkowej Birmie o nazwie Talot. Gdy dorósł, pod koniec lat 40. został gubernatorem większego miasta – Yamethin – z nadania króla Kyawswy I, stryjecznego brata matki.

### Przejście na stronę Sikongu
Kyawswa I umarł w grudniu 1350 r. i został zastąpiony na tronie przez swego syna Kyawswę II, kuzyna Swasawke. Chociaż Swasawke należał do gałęzi dynastii Myinsaing związanej z Pinya, zdecydował się stanąć po stronie Sikongu, którego władcy byli również z nim spokrewnieni. Przeszedł on na służbę u króla Tarabyi II, również będącego jego kuzynem. Został przez niego mianowany gubernatorem Amyint, małego regionu na zachód od Sikongu. Otrzymał też tytuł Tarabya. Gdy w kwietniu 1364 r. król Ava, Thadominbya, podporządkował sobie Sikong, pozostawił on Tarabya Swasawke na jego stanowisku w Amyint.

## Objęcie tronu
We wrześniu 1367 r., podczas wyprawy wojennej na południe, Thadominbya niespodziewanie umarł na ospę. Liczył on zaledwie 24 lata i nie pozostawił po sobie potomstwa. Pierwsza królowa Thadominbyi, będąca młodszą siostrą Swasawke Saw Omma, oraz dworski urzędnik Nga Nu o mało co nie przechwycili władzy. Para ta zamordowawszy każdego, kto stanął jej na drodze, przedostała się przez Irawadi do Sikongu i próbowała stamtąd rządzić. Dworscy ministrowie podjęli kontrakcję oferując tron Thilawie, gubernatorowi Yamethin, który był szanowany zarówno przez urzędników szańskich, jak i birmańskich za jego powagę i siłę charakteru. (W birmańskiej historii znany jest jako ten, który w całym swoim życiu uśmiechnął się tylko trzy razy.) Jednak gubernator, rdzenny Birmańczyk, który podobnie jak wszyscy inni królewscy urzędnicy pochodzenia birmańskiego ożenił się z szańską księżniczką (siostrą Swasawke), odrzucił ofertę uznając za zbyt trudne sprawowanie władzy nad szańskimi książętami i ich najemnikami. Miał on stwierdzić: „Nie otwieram ust nawet po to, by wypowiedzieć trzy słowa dziennie. Lepiej wybierzcie Swasawke.”
Podążając za tą sugestią ministrowie wybrali jego szwagra – Swasawke – mającego w swym rodowodzie zarówno przodków pochodzących z Myinsaing (Szanów), jak i Paganu (Birmańczyków). Jako że był wychowywany jako Szan, Swasawke, chociaż mający tylko jedną czwartą szańskiej krwi, został zaakceptowany w roli króla zarówno przez urzędników szańskich, jak i birmańskich. 5 września 1367 r. objął tron. Nowy król wygnał parę uzurpatorów z Sikongu. Nga Nu uciekł, a Saw Omma została oddana oficerowi, który ją schwytał. Swasawke wziął za żony trzy młodsze siostry Thadominbyi.

## Panowanie
Swasawke otrzymał w spadku po swym poprzedniku liczące sobie zaledwie trzy lata królestwo, którego fundamenty ciągle jeszcze były chwiejne. Większość ziem doliny Irawadi nie zaznała dłuższych okresów pokoju od czasów schyłku królestwa Paganu zapoczątkowanego najazdami Mongołów (1277–1301), po których, począwszy od lat 20. XIV w., nastąpiły najazdy Szanów z północy. W istocie, nasilenie się szańskich ataków w latach 1359–1364 osłabiło królestwa Sikongu i Pinya tak bardzo, że umożliwiło to Thadominbyi ponowne zjednoczenie regionu.

### Najazdy Szanów
Szanowie (nazywani w języku birmańskim Szanami Maw) zamieszkujący tereny dzisiejszego stanu Kaczin najeżdżali nadal Górną Birmę za panowania Thadominbyi oraz po objęciu tronu przez Swasawke. Aby poradzić sobie z Szanami na północy, Swasawke nawiązał przyjazne relacje z innymi sąsiadami, a zwłaszcza z królestwem Hanthawaddy na południu. W 1370 r. odbył on w pogranicznym mieście spotkanie z królem Hanthawaddy – Binnya U. Królowie umówili się co do przebiegu granicy oraz wymienili darami. W 1374 r. do Swasawke dotarło poselstwo z Chiang Mai, od króla Lanna, z zapewnieniem o przyjaźni.
Zapewniwszy bezpieczeństwo swojej stolicy, Swasawke skierował uwagę na Szanów. W 1370 r. należące do Szanów Maw państwo Mohnyin, wiodące pośród wszystkich ich państw, toczyło wojnę z innym szańskim państwem – Kale położonym w górnym biegu rzeki Czinduin. Zarówno saopha Mohnyin, jak i Kale poprosili Swasawke o pomoc, obiecując w zamian płacenie daniny Ava. Za radą swojego najwyższego ministra, Wun Zin Min Yazy, Swasawke zdecydował się pozwolić Szanom na toczenie wojny między sobą oraz zapewnił sobie nominalną zwierzchność nad obydwoma państwami. Spokój nie trwał długo. W 1372 r. Szanowie z Mohnyin ponownie zaczęli najeżdżać terytorium Ava – Myedu w dzisiejszym dystrykcie Shwebo. Problem szański pozostawał nierozwiązany aż do 1393 r., kiedy Szanowie Maw z Mohnyin najechali Tagaung, na północnym krańcu granic królestwa Ava. Chociaż Swasawke posłał księcia Legaing (leżącego w dzisiejszym dystrykcie Minbu) z zadaniem odbicia Tagaung, Szanowie utrzymali zdobycz i posuwali się dalej w kierunku Sikongu oddzielonego od Ava jedynie szerokością rzeki. Pozostawiająca na trasie swego marszu spalone wsie i klasztory armia Mohnyin wyczerpała jednak swe siły i nie zdołała pokonać murów Sikongu. Podczas bitwy pod Sikongiem wojska Ava dowodzone przez Thilawę, małomównego gubernatora Yamethin, zdecydowanie pokonały najeźdźców i ścigały ich aż do Shangon, 37 kilometrów na północny zachód od Sikongu. Straty armii Mohnyin były tak wielkie, że trupy jej żołnierzy układano w sterty. Przez pozostały czas panowania Swasawke żadne z państw Szanów nie najechało już jego królestwa.

### Arakan
W 1373 r. tron Arakanu pozostawał pusty po śmierci króla, który nie pozostawił po sobie następcy. Arakański dwór w Launggyet zwrócił się do Swasawke, który dorastał w Arakanie, aby namaścił któregoś ze swych krewnych na króla tego państwa. Swasawke wyznaczył na króla swego wuja Saw Mona II, zobowiązując go, by miłował lud i rządził sprawiedliwie. Saw Mon II okazał się władcą sprawiedliwym i został zaakceptowany przez Arakańczyków. Jednak umarł w 1380 r. i tron ponownie opustoszał. Tym razem Swasawke posłał do Arakanu Saw Me, gubernatora Talot pozostającego u niego w długoletniej lojalnej służbie Jednak Saw Me okazał się tyranem i został niedługo po objęciu tronu wygnany z Arakanu.

### Taungngu
Od czasu upadku Paganu dziedziczni władcy Taungngu w południowo-wschodniej części byłego królestwa zachowywali się jak suwerenni królowie, chociaż nominalnie przysięgali lojalność królestwu Myinsaing i, później, królestwu Pinya. W 1347 r. władca Taungngu, Thinhkaba, ogłosił się suwerennym królem, jednak Pinya było zbyt słabe aby przedsięwziąć wobec niego jakiekolwiek kroki. Po utworzeniu królestwa Ava, Thadominbya musiał kilkakrotnie atakować Taungngu zanim jego władca uznał jego zwierzchność. Gdy Swasawke został królem, nie darzył zaufaniem władcy Taungngu, który otrzymał wykształcenie i wyszkolenie wojskowe u Monów z Pegu, ze względu na jego sympatie zwrócone ku królestwu Hanthawaddy. W 1377 r. Swasawke polecił swemu starszemu bratu, gubernatorowi Pyain, by zwabił on do Pyain Pyanchi I, władającego Taungngu, pod pretekstem małżeństwa między jego córką a synem Pyanchi. Władca Taungngu odebrał to jako pierwszy krok w kierunku wspólnego buntu przeciwko Swasawke. Przybył on do Pyain z silną ochroną, wpadł jednak w pułapkę i został zamordowany. Ten akt zdrady pokazał, że Swasawke tylko czekał na sposobność by zaatakować wszystkich swych nieprzyjaciół łącznie z Monami z Hanthawaddy. Podzielał on marzenie Thadominbyi o uczynieniu z Ava stolicy całej Birmy, tak jak to było w przypadku Paganu.

### Wojna czterdziestoletnia
Swasawke podjął decyzję o ataku na Hanthawaddy po śmierci króla Binnya U, z którym utrzymywał przyjazne relacje. Razadarit, nastoletni syn Binnya U, ogłosił się królem, jednak wkrótce musiał zmierzyć się z kilkoma otwartymi buntami we wszystkich częściach królestwa. Laukpya, który za panowania swojego brata Binnya U rządził zawsze w delcie Irawadi jak udzielny król, nie był przygotowany na to, by poddać się władzy swego nastoletniego bratanka. W 1385 r, gdy Razadarit przygotowywał się do marszu na deltę, Laukpya zwrócił się o pomoc do Swasawke obiecując w zamian poddanie się władzy Ava. Zaakceptowanie przez Swasawke prośby Laukpyi stało się przyczyną wybuchu Wojny Czterdziestoletniej pomiędzy Ava a Pegu.
W 1386 r., Swasawke przeprowadził najazd na Hanthawaddy rozdzieliwszy armię na dwie kolumny, z których jedna poruszała się w dół doliny Irawadi, a druga wzdłuż rzeki Sittaung, podczas gdy Laukpya zaatakował jednocześnie swoją armią od strony delty. Młody król Hanthawaddy nie stracił głowy i skutecznie odparł najazd. W 1387 r. Swasawke zaatakował, jednak także i tym razem nie zdołał pokonać Razadarita. W 1388 r. Razadarit był w stanie pokonać Martaban i szybko przerzucić swoje siły w rejon delty, gdzie pod Myaungmya zwyciężył nad armią Laukpyi. Laukpya zginął w walce, a jego syn wraz z dwoma jego zięciami zbiegł do Ava.
Swasawke nie pozostawał w defensywie. W 1390 r. Razadarit, po skonsolidowaniu władzy nad wszystkimi trzema regionami Dolnej Birmy, zaczął myśleć o rozszerzeniu swojej władzy na północ. W 1390 r. zaatakował i podbił Myanaung, najbardziej na północy położone miasto delty Irawadi pozostające dotąd pod władzą Ava. Następnie przystąpił do oblężenia Pyain położonego bardziej w górę Irawadi. Teraz jednak Swasawke wysłał połączone siły lądowe i flotę, które powstrzymały postępy armii Razadarita. W 1391 r. Razadarit i Swasawke zawarli rozejm, który zapewnił Hanthawaddy władzę nad Myanaung. Królestwo Hanthawaddy objęło swą władzą całą Dolną Birmę na południe od Pyain. Swasawke zaś porzucił swoje marzenie o zjednoczeniu pod swym berłem całej Birmy.

### Gospodarka
Niezależnie od nieudanych najazdów na Dolną Birmę (1386–1391) i wypraw przeciwko Szanom Maw, długie panowanie Swasawke przebiegało przez większość czasu w pokoju i przyniosło Górnej Birmie bardzo potrzebną stabilizację. Z kolei stabilizacja umożliwiła jego poddanym naprawę systemu nawadniającego i rekultywację większości terenów uprawnych, które uległy zdziczeniu na skutek mongolskich najazdów sprzed blisko stulecia. To odrodzenie spowodowało odnowę potencjału gospodarczego i zasobów siły roboczej Górnej Birmy, co umożliwiło późniejszym królom Ava prowadzenie bardziej ekspansjonistycznej polityki.

## Śmierć
Król umarł ok. maja 1400 r. w wieku 69 lat.